# Korolówka (rejon złoczowski)
Korolówka (też Karolówka, Korołówka, ukr. Королівка) – wieś na Ukrainie w rejonie złoczowskim należącym do obwodu lwowskiego.
Do 2020 w rejonie brodzkim. 